# Kompresivna garderoba
Kompresivna garderoba je uski donji veš sastavljen od elastičnih sintetičkih materijala i koristi se za vreme raznih sportskih aktivnosti, kao i tokom mišića odmora od fizičkog napora. Njegove glavne osobine su pripijenost (uz slobodu pokreta) i brzo sušenje.
Za razliku od tradicionalnog pamučnog veša koji upija vodu u sebe i sporo se suši, kompresivni prijanja telu poput druge kože, lako preuzima vlagu i bez upijanja brzo sprovodi dalje u atmosferu ili gornje slojeve garderobe te koža uvek ostaje suva. Osim toga sintetički materijali su dobri termo izolatori pa tako pomažu organizmu da održava telesnu temperaturu konstantnom, bez naglih promena.
Druga, podjednako bitna karakteristika kompresivne garderobe je njena velika elastičnost, odnosno osobina da se posle istezanja snažno vraća u prvobitan položaj stežući mišiće. Ona na taj način čuva svoj stalni oblik, smanjuje vibracije mišića te popravlja učinak, poboljšava prokrvljenost ekstremiteta te brže odvođenje mlečne kiseline što umanjuje zamor, smanjuje trenje između delova tela koji se dodiruju i drugo. Istraživanja pokazuju da kompresivna garderoba smanjuje potrebu za kiseonikom pri sub-maksimalnom vežbanju, što se smatra da je posledica smanjene vibracije mišića, te ekonomičnije upotrebe energije.
Glavni sastojak materijala od koga se pravi kompresivna garderoba je sintetičko vlakno poput najlona ili poliestera, kome se dodaje određeni procenat spandeksa radi elastičnosti. Dobijena mešavina materijala je mekana i veoma glatka. Za izradu se koriste dve vrste takvih materijala, tanja, jednoslojna, za letnju garderobu, i deblja, koja ima naročit sloj poput pliša sa unutrašnje strane koji služi kao termički izolator ujedno ne umanjujući ostale funkcije garderobe. 
Kompresivna garderoba može biti iz jednog dela, a može se sastojati od kompresivnog šortsa i kompresivne majice, helanki, kompresivnih čarapa itd.
Koristi se u mnogim sportovima kao što su atletika, fudbal, košarka, ragbi, biciklizam (uz dodatak uloška), planinarenje, trčanje, itd, a i u medicini, u tretiranju nekih bolesti kao što je bolest proširenih vena.
Posebnu ulogu ima u odevanju u slojevima, kao osnovni sloj koji štiti kožu od naglih temperaturnih promena i čuva je suvom sprovodeći vlagu preko srednjeg i gornjeg sloja u atmosferu.